# Waiohine (rivière)
La rivière Waiohine (anglais : Waiohine River) est un cours d’eau de la région de Wellington dans l’Île du Nord de la Nouvelle-Zélande.

## Géographie
Elle s’écoule vers le sud à partir de sa source dans la chaîne des Tararua au sud-est de la ville de Levin, tournant au sud-est une fois qu’elle a atteint la plaine au nord du lac Wairarapa. La rivière s’écoule ensuite à travers de nombreux chenaux et structures d’irrigation et une partie de son eau atteint le lac, mais la plus grosse partie se déverse dans la rivière Ruamahanga au sud-est de Greytown.